# 2009年のカナダ
2009年のカナダでは、2009年のカナダに関する出来事について記述する。

## できごと

### 2月
- 2月19日 - オバマ米大統領、カナダ訪問。ハーパー首相と会談し、保護貿易に反対する意向を表明した。一方、北米自由貿易協定（NAFTA）については、両国の貿易を妨げない方向で見直しを進めていく方向を明らかにした [1][2]。

### 4月
- 4月1日-2日 - 第2回20か国・地域首脳会合（G20首脳会合、金融サミット）、ロンドンで開催。2010年末までの総額5兆ドルの財政刺激策により、世界の成長率を4%押し上げ、大規模な雇用を創出するとする共同声明を採択[3][4][5]。会合の際、出席した首脳が一堂に会して行われる記念撮影が、ハーパー首相抜きで行われる一幕があった。誰もハーパー首相の不在に気が付かなかったためで、記念写真は撮り直しとなった [6]。

### 6月
- 6月5日 - ノルマンディー上陸作戦65周年記念式典、フランス・ノルマンディーのコルビル＝シュル＝メールにある米軍基地で挙行。ハーパー首相のほか、オバマ米大統領、サルコジ仏大統領、ブラウン英首相らが参列した [7]。